# Comarca do Sar
O Sar is een comarca van de Spaanse provincie A Coruña. De hoofdstad is Padrón, de oppervlakte 177,4 km² en het heeft 17.354 inwoners (2005).

## Gemeenten
Dodro, Padrón en Rois.